# Sly Cooper
Sly Cooper is een reeks van third-person stealth-platform videospellen ontwikkeld door Sucker Punch Productions voor PlayStation 2 en Sanzaru Games voor PlayStation 3. In de reeks zijn vier delen uitgebracht: Sly Raccoon in 2002 (in de Verenigde Staten uitgebracht als Sly Cooper and the Thievius Raccoonus), Sly 2: Band of Thieves in 2004, Sly 3: Honor Among Thieves in 2005 en Sly Cooper: Thieves In Time in 2012. Het centrale personage in de spellen is jongvolwassen wasbeer Sly Cooper, afkomstig uit een familie van meesterdieven.

## Setting
De wereld waarin Sly Cooper zich begeeft lijkt op de echte wereld, maar wordt bevolkt door antropomorfe dieren. Het hoofdpersonage Sly Cooper is de jongste in de lijn van een familie van meesterdieven, die in de loop der generaties grote rijkdom heeft vergaard. Sly, hoewel in staat om grootse kraken te zetten, hecht meer waarde aan vriendschap en zijn haat-liefdeverhouding met Interpol-inspecteur Carmelita Fox dan aan de familietraditie.

## Belangrijkste personages
- Sly Cooper - Wasbeer Sly Cooper is het hoofdpersonage. Hij was op jonge leeftijd getuige van de dood van zijn vader toen de Vijandige Vijf het boek Thievius Raccoonus stal: een door zijn familie samengestelde verzameling van diefstalstrategieën. Hij groeide op in een weeshuis, waar hij zijn beste vrienden Bentley en Murray ontmoette. Met hen vormde hij de Cooper bende.
- Bentley - Schildpad Bentley is het brein van de Cooper bende. Hij heeft verstand van elektronica, computers en gadgets en verzorgt de informatie voor en planning van de missies.
- Murray - Murray is een groot roze hippo en representeert de brute kracht in de Cooper bende. Hij rijdt de bus die de bende van de ene naar de andere locatie vervoert en neemt deel aan missies die spierkracht vereisen.
- Carmelita Fox - Rode vos Carmelita Fox is lid van Interpol. Ze is een loeder dat het voorzien heeft op Sly, maar ook romantische gevoelens voor hem koestert. Sly gebruikt dit gegeven vaak in zijn voordeel, maar heeft ook gevoelens voor haar.

## Tijdlijn
- 2002 - Sly Raccoon - Sly moet het boek Thievius Raccoonus terugvinden, dat is gestolen door de rivaliserende Vijandige Vijf, en is verspreid over de leden. Daarbij moeten Sly en zijn kompanen uit de handen blijven van inspecteur Carmelita Fox.
- 2004 - Sly 2: Band of Thieves - Sly moet een aantal onderdelen van de vernietigde Clockwerk weten te verzamelen, die door de Klaww Gang zijn gestolen. Met alle onderdelen kan de Clockwerk nieuw leven in worden geblazen, maar de delen hebben afzonderlijk ook verschillende superkrachten. In hun zoektocht naar de Clockwerk-onderdelen worden zowel Sly en zijn bende als de Klaww Gang op de hielen gezeten door de politievrouw Carmelita Fox en een andere politievrouw met heel andere bedoelingen dan alleen Sly aanhouden, Constable Neyla.
- 2005 - Sly 3: Honor Among Thieves - Sly moet op zoek naar de Cooperkluis, een enorme opslag van Cooper familiebezittingen. Deze is te vinden op een eiland waar Dr. M de scepter zwaait. Sly moet zijn oude bende opnieuw bij elkaar brengen en nieuwe leden rekruteren om de opslag en zijn familiebezit te bereiken en wordt daarbij tegengewerkt door Carmelita Fox.
- 2013 -  Sly Cooper: Thieves in time

## Gameplay
In dit third-person platformspel bestuurt de speler Sly of een van zijn vrienden door uiteenlopende missies die uit verschillende levels bestaan. Het doel is objecten te verzamelen en daarbij zo veel mogelijk confrontaties met vijanden te voorkomen. Elk personage heeft andere bijzondere kwaliteiten. Aan het eind van elke missie volgt een gevecht met een eindbaas. In het eerste deel is de volgorde van missie vastgelegd in de spelstructuur, terwijl de missies in het tweede en derde deel van de reeks non-lineair zijn en de speler de volgorde zelf kan bepalen.

## Strips
Sly Cooper en de andere personages uit de spelreeks figureren in twee stripboeken uitgegeven door GamePro Magazine en DC Comics, getiteld Adventures of Sly Cooper (2004). De strips waren bedoeld als promotie voorafgaand aan deel 2 en 3 van de reeks en ter verduidelijking van de verhaallijn tussen respectievelijk deel 1 en 2 en deel 2 en 3.